# بدر الجمعة
بدر الجمعة، من مواليد 26 ديسمبر 1975، لاعب كرة قدم كويتي سابق، وكان يلعب في مركز حراسة المرمى.
بدأ بدر الجمعة المشاركة مع نادي القادسية الكويتي في عام 1998، وقد كان احتياطيا للحارس حسين المكيمي، وفي عام 2000 وتحديدا في بطولة كأس الخليج للأندية التي أقيمت في الكويت ، وفي مباراة نادي القادسية الكويتي ونادي الهلال السعودي، اصظدم المهاجم السعودي عبد الله الجمعان ببدر الجمعة، مما أدى إلى فقدانه للوعي وكاد أن يبلع لسانه لولا وصول الفريق الطبي سريعا.
و في موسم 2004/2005 أصيب الحارس الأساسي لنادي القادسية الكويتي نواف الخالدي في نهائي كأس ولي العهد، فلعب بدلا عنه بدر الجمعة، وانتهت جميع أشواط المباراة بالتعادل 1-1، مما أدى إلى الرجوع إلى ركلات الجزاء الترجيحية، فتصدى بدر الجمعة لركلتي جزاء ليقود فريقه إلى الفوز بالكأس للمرة الرابعة.

## مباراة اعتزاله
و قد تقرر بأن تقام مباراة اعتزاله في يوم 6 مارس 2008 في إطار الدوري الكويتي في مباراة نادي القادسية الكويتي ونادي العربي الكويتي.